# Monumento nacional
Un monumento nacional es el elemento, la construcción o el lugar que representa un gran valor histórico, patrimonial o arquitectónico para un país o una comunidad, y que es protegido por leyes de ese país o comunidad.
Obra o edificio que por su importancia histórica o artística toma bajo su protección el Estado.

## Lista de monumentos nacionales

### Alemanía
- Bien de interés patrimonial (Alemania)

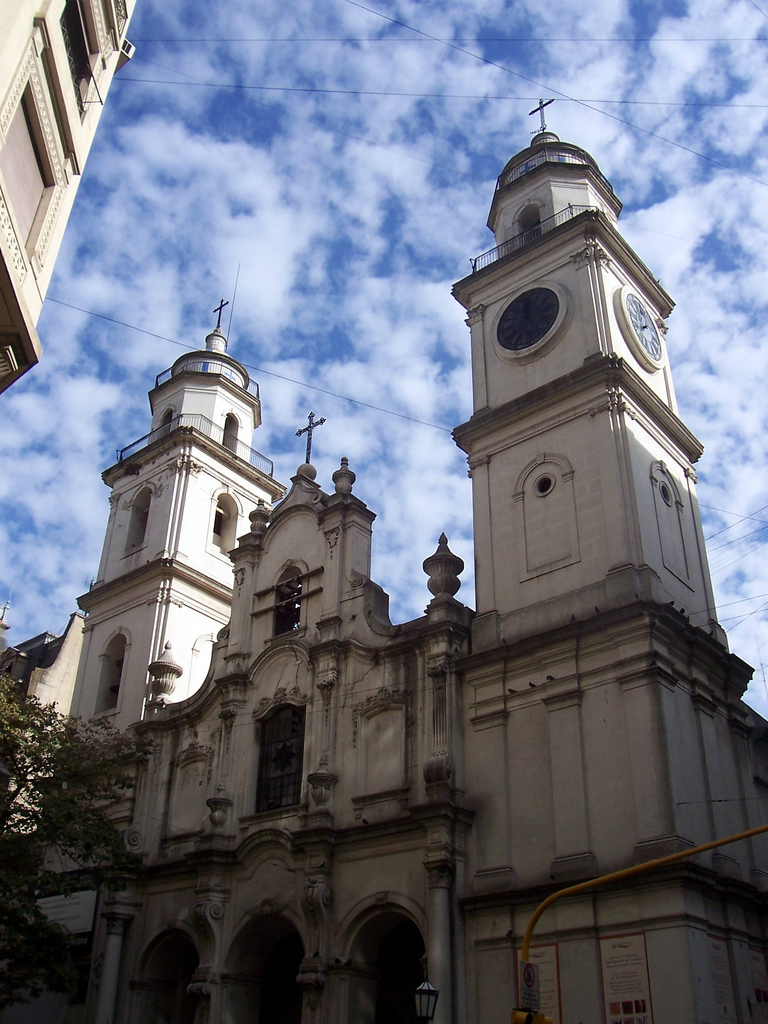
Iglesia de san Ignacio (Buenos Aires).

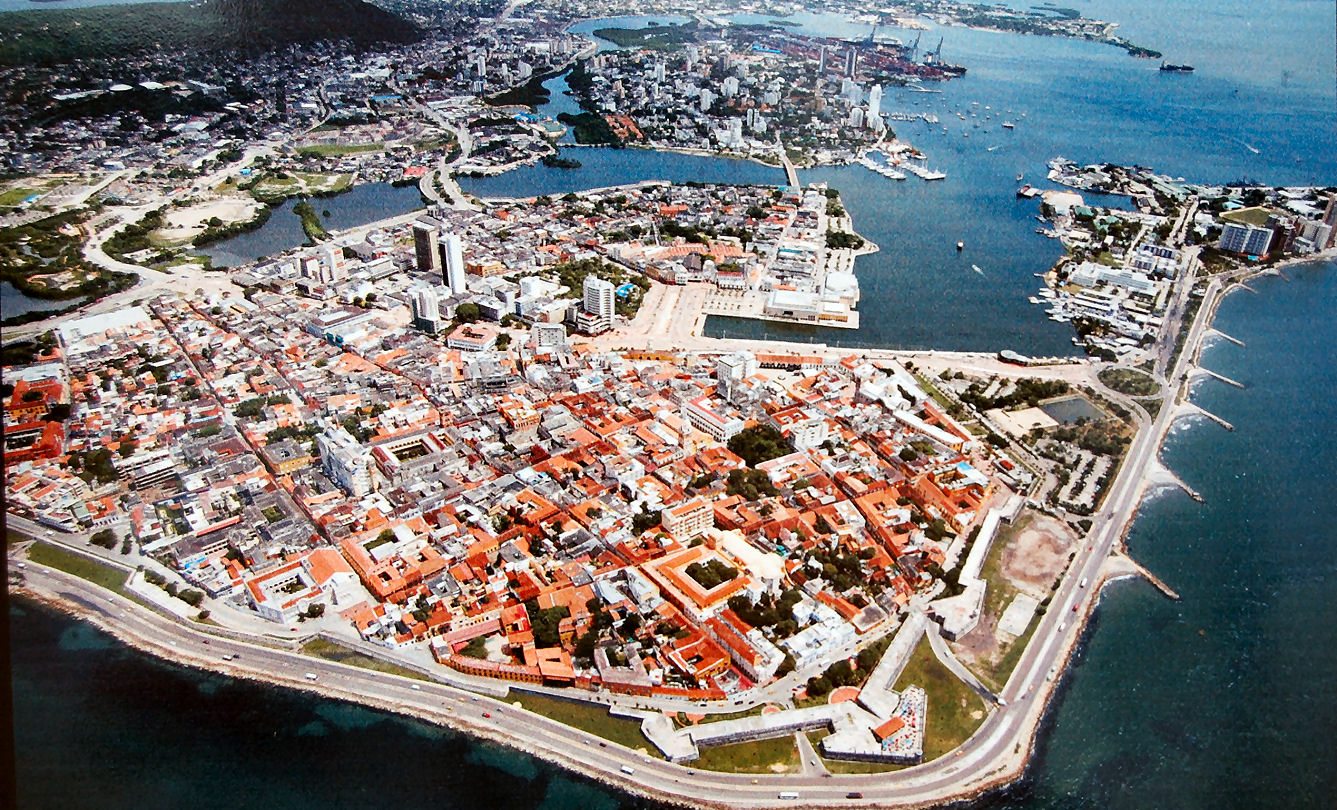
Centro histórico de Cartagena de Indias

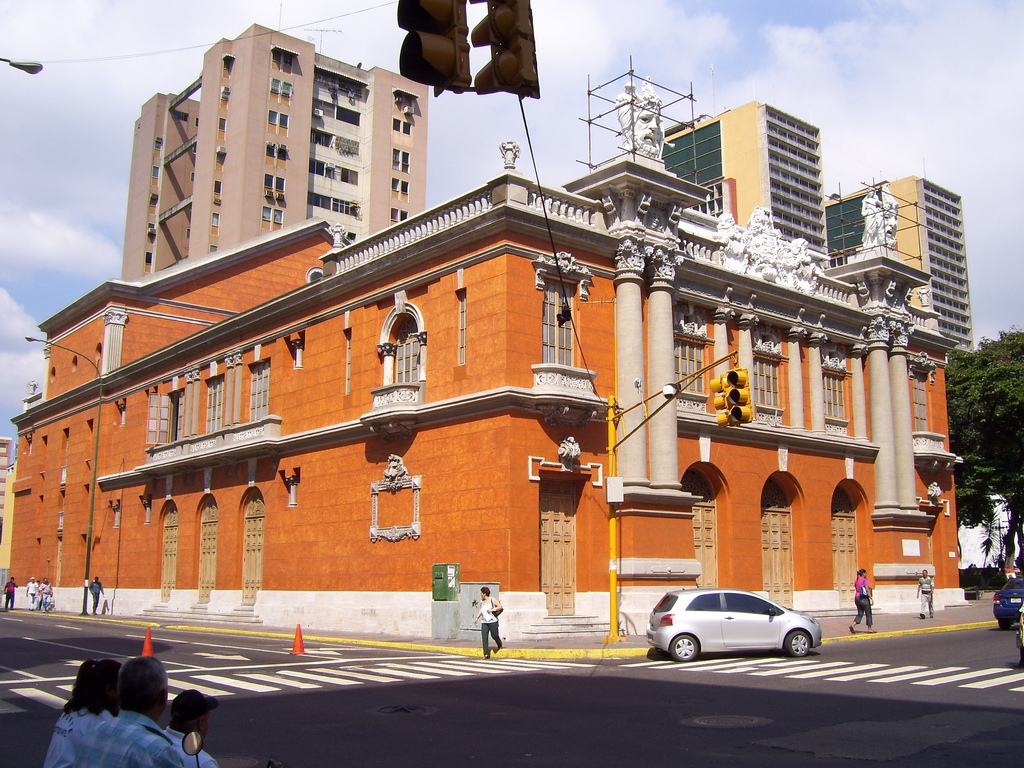
Teatro Nacional de Venezuela

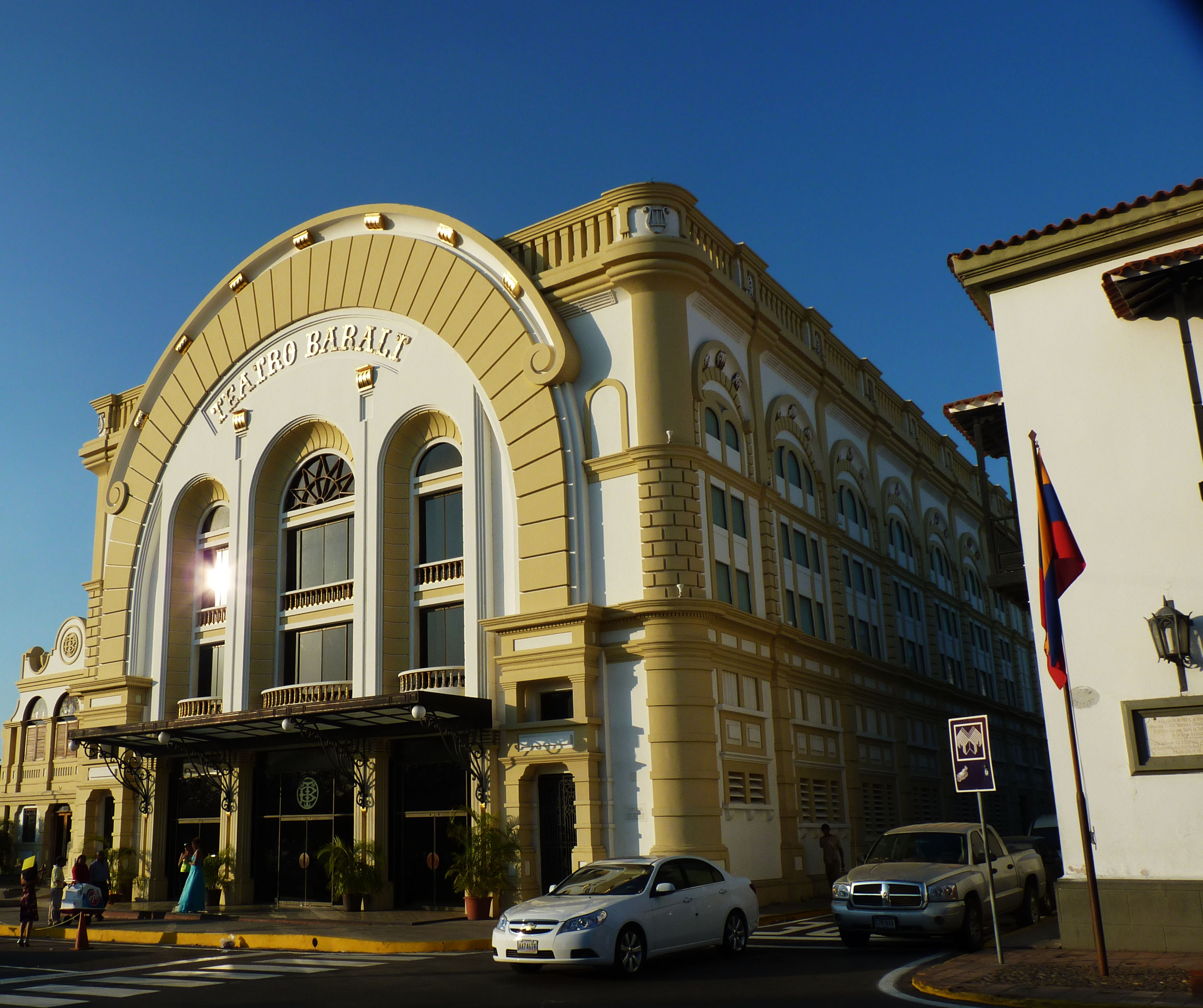
Teatro Baralt

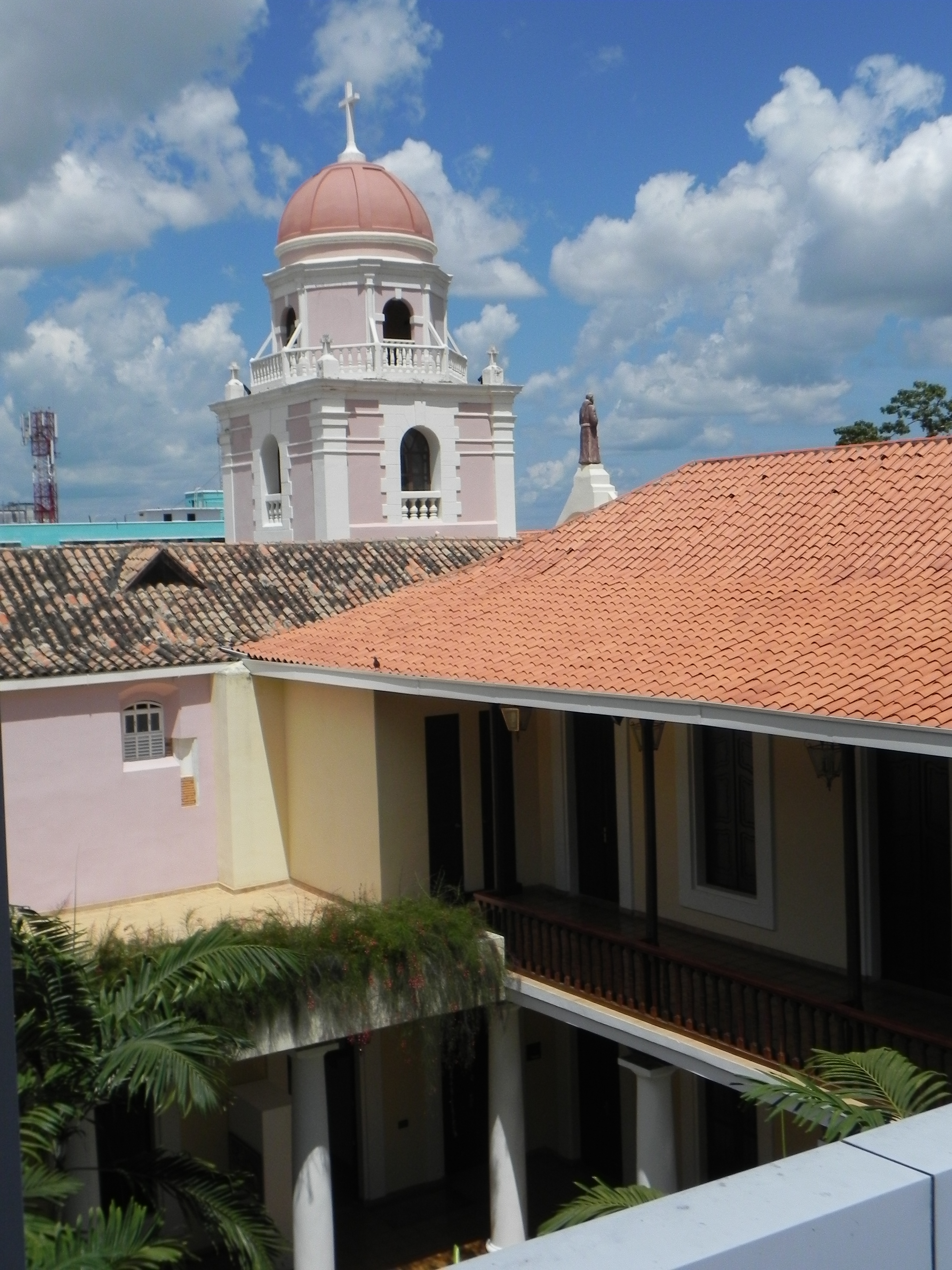
Convento de San Francisco de Valencia.

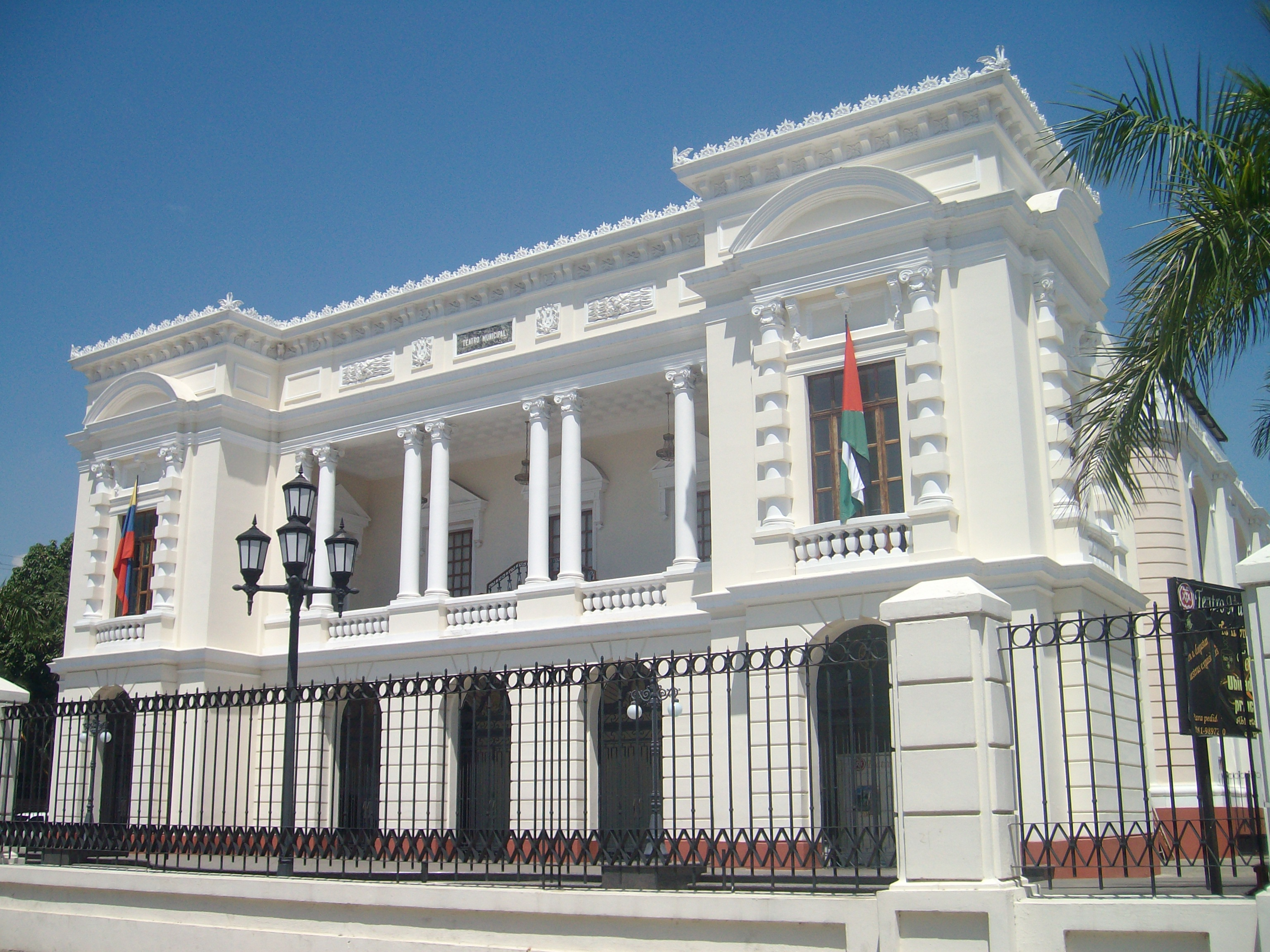
Teatro Municipal de Valencia.

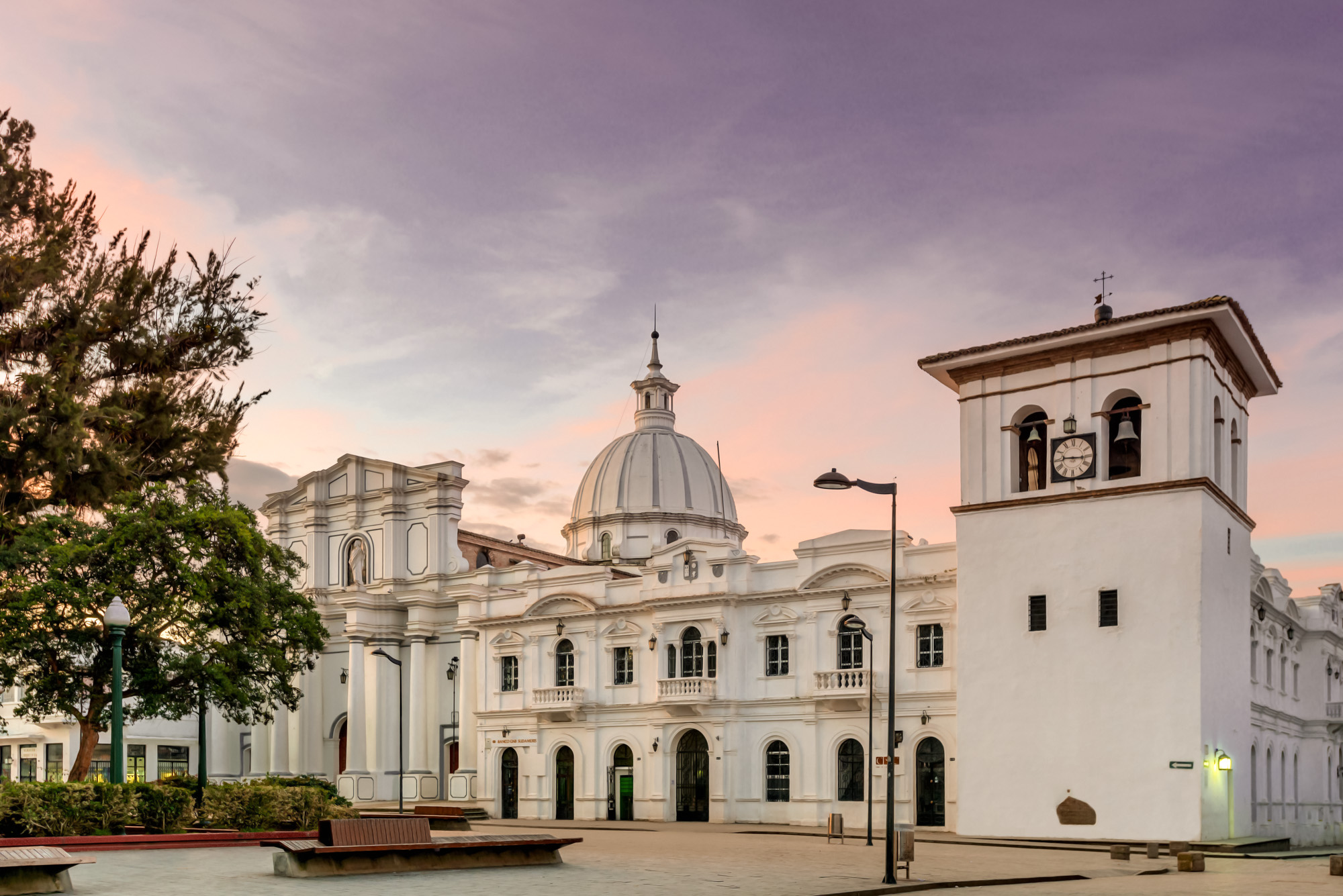
Centro histórico de Popayán.

### Argentina
- Anexo:Monumentos de la Ciudad de Buenos Aires
- Anexo:Monumentos de la Provincia de Buenos Aires
- Anexo:Monumentos de la Provincia de Catamarca
- Anexo:Monumentos de la Provincia del Chaco
- Anexo:Monumentos de la Provincia del Chubut
- Anexo:Monumentos de la provincia de Córdoba (Argentina)
- Anexo:Monumentos de la Provincia de Corrientes
- Anexo:Monumentos de la Provincia de Entre Ríos
- Anexo:Monumentos de la Provincia de Formosa
- Anexo:Monumentos de la Provincia de Jujuy
- Anexo:Monumentos de la Provincia de La Pampa
- Anexo:Monumentos de la Provincia de La Rioja
- Anexo:Monumentos de la provincia de Mendoza
- Anexo:Monumentos de la Provincia de Misiones
- Anexo:Monumentos de la provincia del Neuquén
- Anexo:Monumentos de la Provincia de Río Negro
- Anexo:Monumentos de la Provincia de Salta
- Anexo:Monumentos de la Provincia de San Juan
- Anexo:Monumentos de la Provincia de San Luis
- Anexo:Monumentos de la Provincia de Santa Cruz
- Anexo:Monumentos de la Provincia de Santa Fe
- Anexo:Monumentos de la Provincia de Santiago del Estero
- Anexo:Monumentos de la Provincia de Tierra del Fuego, Antártida e Islas del Atlántico Sur
- Anexo:Monumentos de la Provincia de Tucumán

### Austria
- Bien de interés patrimonial (Austria)

### Colombia
En Colombia, legalmente, los monumento nacionales se conocen como Bien de Interés Cultural del ámbito Nacional". La declaratoria la hace el Ministerio de Cultura.
Algunos de estos bienes son:
- Gimnasio Moderno Bogotá
- Catedral Primada de Colombia en Bogotá
- Hospital de San José - de la Sociedad de Cirugía de Bogotá
- Basílica Menor de Nuestra Señora del Socorro
- Centro histórico de Cartagena de Indias
- Centro histórico de Cali
- Centro histórico de Villa de Leyva
- Zoológico de Cali de Cali
- Cerro de Cristo Rey de Cali
- Centro histórico de Barichara
- Centro histórico de Salamina
- Centro histórico de Tunja y Conjunto Monumental de alto interés patrimonial: "Santiago de Tunja - El mejor conservado de Venezuela
- Teatro Municipal de Cali
- Centro histórico de Popayán
- Centro histórico de Santa Cruz de Mompox
- Hacienda El Paraíso de El Cerrito
- Hacienda Piedechinche de El Cerrito
- Puente Ortiz de Cali
- Centro histórico de Bogotá (Localidad de La Candelaria)
- Centro histórico de Santa Marta
- Capilla de San Antonio de Cali
- Centro histórico de Honda
- Centro histórico de Girón
- Centro histórico de Barranquilla
- Centro histórico de Manizales
- Centro histórico y Catedral Diocesana de Zipaquirá
- Colegio Salesiano de León XIII en Bogotá
- Casa Centro Cultural de Girardot
- Parque Panamericano de Cali
- Barrio El Prado y Bellavista, Barranquilla
- Barrio Manga, Cartagena
- Estación de la Sabana, Bogotá
- Edificio Nacional, Centro Cívico, Barranquilla
- Edificio de la Caja de Crédito Agrario, Barranquilla
- Estadio Alfonso López Pumarejo, Bogotá
- Estadio Romelio Martínez, Barranquilla
- Plaza y Monumento de los Caídos, Bogotá

### Costa Rica
- Monumento Nacional Guayabo
- Teatro Nacional de Costa Rica
- Monumento Nacional de Costa Rica
- Monumento Nacional El Farallón

### Francia
- Monumento histórico de Francia

### España
En España, la catalogación de Monumento Nacional fue sustituida en el año 1985 por la figura de Bien de Interés Cultural.

### Honduras
- Monumentos históricos nacionales de Honduras

### Italia
- Abadía de Montecassino
- Castillo de Canossa

### México
- Ángel de la Independencia
- Estela de luz
- Monumento a la Revolución
- Hemiciclo a Juárez
- La Diana Cazadora
- Monumento a La Raza

### Uruguay
- Catedral Metropolitana de Montevideo, Montevideo.
- Escuela Brasil, Montevideo.
- Estación Central General Artigas, Montevideo
- Teatro Solis, Montevideo
- Palacio Lapido, Montevideo
- Instituto Alfredo Vásquez Acevedo, Montevideo
- Palacio Salvo, Montevideo
- Palacio Estévez, Montevideo
- Cinemateca Uruguaya, Montevideo

### Venezuela
- Casa Natal de Simón Bolívar, Caracas.
- Museo La Cuadra de Bolívar, Caracas.
- Panteón Nacional, Caracas.
- Palacio de Miraflores, Caracas.
- Capitolio Nacional, Caracas.
- Casa Amarilla, Caracas.
- Teatro Municipal de Caracas, Caracas.
- Teatro Nacional de Venezuela, Caracas.
- Palacio de las Academias, Caracas.
- Quinta Anauco Arriba, Caracas.
- Correo de Carmelitas, Caracas.
- Catedral de Caracas, Caracas.
- Palacio Arzobispal de Caracas, Caracas.
- Museo Sacro de Caracas, Caracas.
- Iglesia de San Francisco, Caracas.
- Iglesia de Santa Rosalía, Caracas.
- Paseo Los Próceres, Caracas.
- Archivo General de la Nación de Venezuela, Caracas.
- Teatro Municipal de Valencia, Valencia.
- Casa de los Celis, Valencia.
- Casa de La Estrella, Valencia.
- Convento de San Francisco de Valencia

### Zimbawue
- Gran Zimbawue